# إرنست رودلف هوبر
إرنست رودلف هوبر (بالألمانية: Ernst Rudolf Huber)‏ هو مؤرخ قانوني ‏ ألماني، ولد في 8 يونيو 1903 في إيدار-أوبرشتاين في ألمانيا، وتوفي في 28 أكتوبر 1990 في فرايبورغ في ألمانيا.

## وصلات خارجية
- إرنست رودلف هوبر على موقع مونزينجر (الألمانية)